# Wayland (Massachusetts)
Wayland ist eine Kleinstadt im Middlesex County des Bundesstaats Massachusetts in den Vereinigten Staaten.
Das U.S. Census Bureau hat bei der Volkszählung 2020 eine Einwohnerzahl von 13.943 ermittelt. Wayland ist Teil der Metropolregion Greater Boston. 

## Geschichte
Wayland war die erste Siedlung der Sudbury Plantation im Jahr 1638. Die Stadt East Sudbury wurde am 10. April 1780 auf dem Land östlich des Sudbury River gegründet, das früher Teil von Sudbury war. Am 11. März 1835 wurde East Sudbury zu Wayland, einer Bauerngemeinde, vermutlich zu Ehren von Francis Wayland senior, der Präsident der Brown University und ein Freund von East Sudburys Richter Edward Mellen war. Sowohl Wayland als auch Mellen wurden zu Wohltätern der Stadtbibliothek, der ersten freien öffentlichen Bibliothek des Bundesstaates.
Die Wayland Free Public Library wurde 1848 gegründet und ist wohl die erste in Massachusetts. Das Gebäude wurde im Jahr 1900 neu gebaut und ist ein Wahrzeichen der Stadt Wayland.

## Demografie
Laut einer Schätzung von 2019 leben in Wayland 13.835 Menschen. Die Bevölkerung teilt sich im selben Jahr auf in 83,9 % Weiße, 0,7 % Afroamerikaner, 11,5 % Asiaten 0,3 % Ozeanier und 3,2 % mit zwei oder mehr Ethnizitäten. Hispanics oder Latinos aller Ethnien machten 4,8 % der Bevölkerung von Sudbury aus. Das mittlere Haushaltseinkommen lag bei 185.375 US-Dollar und die Armutsquote bei 3,0 %.

## Bildung
Die Wayland High School zählt laut Ranking zu den besten öffentlichen High Schools im Raum Boston und genießt einen hervorragenden Ruf.

## Persönlichkeiten
- Josiah Johnson Hawes (1808–1901), Fotopionier
- Eugene Fuller (1858–1930), Urologe
- Sarah Stiles (* 1979), Schauspielerin